# Campoplex psilopterus
Campoplex psilopterus är en stekelart som beskrevs av Johann Ludwig Christian Gravenhorst 1829. Campoplex psilopterus ingår i släktet Campoplex och familjen brokparasitsteklar. Inga underarter finns listade.